# Дорослово
Дорослово (серб. Дорослово) — село в Сербії, належить до общини Сомбор Західно-Бацького округу в багатоетнічному, автономному краю Воєводина.

## Населення
Населення села становить 1771 осіб (2002, перепис), з них:
- мадяри — 952 — 52,02%;
- серби — 659 — 36,01%;
- хорвати — 84 — 4,59%;
- роми — 78 — 2,13%;
- югослави — 65 — 2,13%;

Решту жителів  — з десяток різних етносів, зокрема: македонці, румуни, бунєвці, німці і навіть кілька русинів-українців.